# Pervomaisc, Fălești
Pervomaisc (în trecut Sinădeni) este un sat situat în vestul Republicii Moldova, în Raionul Fălești. Aparține administrativ de comuna Pompa. La recensământul din 2004 avea o populație de 129 locuitori.